# Josh Simpson
Joshua Richard Simpson (Harlow, 1987. március 6. –) profi angol labdarúgó, aki a Crawley Townban játszik középpályásként.

### Pályafutása
Pályafutását a Cambridge City-ben kezdte 2004-ben, majd a Cambridge Uniteddel kötött egy egyéves szerződést. Bár végül visszatért a Cambridge City-hez, csak egy évig maradt és 2008-ban eligazolt a szomszédos Histon csapatához.
Később (2009-ben) csatlakozott a Championshipben szereplő Peterborough United-hez kölcsönben. Itt a Sheffield United FC elleni 1:0-s vereségnél debütált november 21-én, mikor a 87. percben becserélték. Majd két gólt szerzett a Cardiff City FC elleni 4:4-es döntetlennél, beleértve az egyenlítőgólt a 90. percben, miután csapata a félidőben 4:0-ra vesztésre állt. Így a szezon végén három és fél éves szerződést írt alá a Peterborough Uniteddel 2010-ben.
Majd az új igazgató Gary Johnson kijelentette hogy Simpson nem szerepel a tervei között a 2010-2011-es szezonra, ezért kölcsönadták a League Two-ban szereplő Southend United-nek.
Ezért miután visszatért a kölcsönből december 31-én, csatlakozott a Crawley Town csapatához, akikkel egy két és fél éves szerződést írt alá. Már másnap sor is került a debütálására amikor becserélték a 83. percben a Eastbourne Borough ellen.

### Nemzetközi karrierje
2008-tól 2011-ig volt Anglia C válogatott ahol négyszer lépett pályára és egy gólt szerzett.

### Csapatstatisztikái
(ligát, FA Kupát és Liga Kupát figyelembe véve)
| Csapat                                    | Szezon    | Mérkőzés | Gól |
| ----------------------------------------- | --------- | -------- | --- |
| Cambridge City                            | 2004-2005 | 19       | 1   |
| Cambridge City                            | 2005-2006 | 37       | 5   |
| Cambridge United                          | 2006-2007 | 20       | 0   |
| Cambridge City                            | 2007-2008 | 43       | 7   |
| Cambridge City, Histon                    | 2008-2009 | 42       | 9   |
| Histon, Peterborough United               | 2009-2010 | 39       | 9   |
| Southend United (kölcsönbe), Crawley Town | 2010-2011 | 47       | 5   |
| Crawley Town                              | 2011-2012 | 47       | 2   |
| Crawley Town                              | 2012-2013 | 41       | 6   |
| Crawley Town                              | 2013-2014 | 40       | 2   |